# Шитаке печурка
Шитаке печурка (лат. Lentinula edodes) јестива је печурка која потиче из источне Азије, а гаји се и користи у многим азијским земљама као храна и лек у традиционалној медицини.

## Таксономија и назив
Мајлс Џозеф Беркли је печурку први научно описао као Agaricus edodes 1877. године, а Дејвид Пеглер је сместио гљиву у ред Lentinula 1976. године. Гљива је кроз своју таксономску историју добијала различите називе.
- Agaricus edodes Berk. (1878)
- Armillaria edodes (Berk.) Sacc. (1887)
- Mastoleucomychelloes edodes (Berk.) Kuntze (1891)
- Cortinellus edodes (Berk.) S.Ito & S.Imai (1938)
- Lentinus edodes (Berk.) Singer (1941)
- Collybia shiitake J.Schröt. (1886)
- Lepiota shiitake (J.Schröt.) Nobuj. Tanaka (1889)
- Cortinellus shiitake (J.Schröt.) Henn. (1899)
- Tricholoma shiitake (J.Schröt.) Lloyd (1918)
- Lentinus shiitake (J.Schröt.) Singer (1936)
- Lentinus tonkinensis Pat. (1890)
- Lentinus mellianus Lohwag (1918)

Назив шитаке потиче од јапанског имена ове печурке — шитаке (椎茸). Ши у јапанском језику означава стабло , које се у облику пањева користи као подлога за узгајање, док таке значи печурка. Специфични епитет edodes је латинска реч за „јестиво“.
Уобичајено се назива и „печурка тестерастог храста“, „црна шумска печурка“, „црна печурка“, „печурка од златне храстовине“ или „храстов печурка“.

## Узгајање
Шитаке се професионално узгаја на различитим облицима белогоричног дрвећа или на супстрату базираном на пиљевини белогоричног дрвећа с разним додацима. Због осетљивости супстрата на контаминацију другим организмима, као и спорости раста мицелија, шитаке супстрат је потребно пре насељавања стерилизовати, за разлику од супстрата који се употребљава за узгајање неких других врста гљива где је пастеризација довољна.

## Култивациона историја
Најранији писани запис о узгоју шитаке налази се у Записима округа Лонгћуен (龍泉縣志) које је саставио Хе Џан (何澹) 1209. године током династије Сонг у Кини. Опис узгоја шитака од 185 речи из те литературе касније је много пута унакрсно упућиван и на крају адаптиран у књизи јапанског хортикултуристе Сато Чурио (佐藤中陵) из 1796. године, првој књизи о узгоју шитака у Јапану. Јапанци су узгајали печурке тако што су секирама секли стабла шитака и стављали трупце поред стабала на којима су већ расла шитаке или су садржавала споре шитаке. Пре 1982. године, варијетети ових печурака на Јапанским острвима могли су се узгајати само на традиционалним локацијама користећи древне методе. Извештај из 1982. о пупљењу и расту јапанске сорте открио је могућности за комерцијалну култивацију у Сједињеним Државама.
Шитаке се данас широко узгајају широм света и доприносе око 25% укупне годишње производње печурака. Комерцијално, шитаке печурке се обично узгајају у условима сличним њиховом природном окружењу или на вештачкој подлози или на трупцима од тврдог дрвета, као што је храст.

## Хранљивост
100 грама свежих шитаке печурака обезбеђује 34 калорија и садржи 90% воде, 7% угљених хидрата, 2% протеина и мање од 1% масти. Сирове шитаке су богат извор витамина Б (20% више од дневне вредности) и садрже умерене нивое неких хранљивих минерала. Када се осуше до 10% воде, садржај многих хранљивих материја знатно се повећава.
Као и све печурке, шитаке производе витамин Д2 након излагања њиховог унутрашњег ергостерола ултраљубичастим Б (УВБ) зрацима који потичу од сунчеве светлости или од широкопојасних УВБ флуоресцентних цеви.

### Исхрана
У референтној порцији од 100-gram (3 1⁄2-ounce), сирове шитаке печурке дају 141 kilojoules (34 kilocalories) енергије хране и сачињене су од 90% воде, 7% угљених хидрата, 2% протеина и мање од 1% масти. Сирове шитаке печурке су богат извор (20% или више дневне вредности, ДВ) витамина Б и садрже умерене нивое неких дијетарних минерала.
Као и све печурке, шитаке производе витамин Д2 након излагања свог унутрашњег ергостерола ултраљубичастим Б (UVB) зрацима сунчеве светлости или широкопојасним UVB флуоресцентним цевима.
Године 2015, једна студија са 52 одрасле особе показала је да редовна конзумација шитаке може довести до побољшања имунитета.

### Употребе
Свеже и сушене шитаке имају многе употребе у источноазијској кухињи. У Јапану се служе у мисо супи, која се користи као основа за неку врсту вегетаријанског дашија, и као састојак многих јела куваних и динстаних јела. У кинеској кухињи, често се динстају у вегетаријанским јелима као што је Будин ужитак.
Једна врста висококвалитетне шитаке се зове донко (冬菇) на јапанском и донгу на кинеском, што је дословно „зимска печурка“. Још једна печурка високог квалитета се на кинеском зове хуагу (花菇), дословно „цветна печурка“, која на горњој површини печурке има шару попут цвета. Обе се производе на нижим температурама.

## Лековитост
Екстракти из различитих лековитих гљива (Lentinus edodes, Grifola frondosa и Coriolus (Trametes) versicolor), посебно њихове одговарајуће мешавине, важне су за одабирање најбољих међу њима за третман или чак превенцију различитих патолошких аберација, укључујући и рак.

## Истраживање

### Дерматитис
У ретким случајевима, конзумација сирових или благо куваних шитаке печурака може да изазове алергијску реакцију која се назива „шитаке дерматитис“, укључујући еритематозни, микро-папулозни, пругасти пруригиноус осип који се јавља по целом телу укључујући лице и кожу главе, који се појављује око 24 сата након конзумирања, уз могуће погоршање услед излагања сунцу и нестајање након 3 до 21 дан. Овај ефекат – вероватно изазван полисахаридом, лентинаном – чешћи је у источној Азији, али би могао да постане учесталији у Европи како се повећава потрошња шитаке. Темељно кување може елиминисати алергеност.

### Друге употребе
Постоје истраживања која истражују употребу шитаке печурака у производњи органског ђубрива и компоста од тврдог дрвета.